# Switched On
Switched On es un álbum recopilatorio de los tres primeros EPs de Stereolab, editado en Francia en abril de 1992. También fue importado en Reino Unido y otros países europeos, aunque de forma limitada.
Meses más tarde se le concedieron los permisos al sello Slumberland para ser editado en Estados Unidos en octubre de 1992. De esta edición salieron 1000 copias en vinilo, y una remesa en formato CD. 

## Lista de canciones
Todas las canciones compuestas por Tim Gane y Laetitia Sadier.
1. "Super-Electric" – 5:22
2. "Doubt" – 3:26
3. "Au Grand Jour" – 3:27
4. "The Way Will Be Opening" – 4:07
5. "Brittle" – 3:47
6. "Contact" – 8:17
7. "Au Grand Jour" – 3:40
8. "High Expectation" – 3:32
9. "The Light That Will Cease To Fail" – 3:23
10. "Changer" – 4:54

- Datos: Q7659099